# Wereldkampioenschap voetbal 2002 (Groep A) Denemarken - Frankrijk
Deze pagina is een subpagina van het artikel Wereldkampioenschap voetbal 2002. Hierin wordt de wedstrijd in de groepsfase in groep A tussen Denemarken en Frankrijk gespeeld op 11 juni 2002 nader uitgelicht. Denemarken won de wedstrijd met 2-0 van Frankrijk.

## Voorafgaand aan de wedstrijd
- Denemarken en Frankrijk speelden 11 keer eerder tegen elkaar. Denemarken won 5 duels, Frankrijk won 5 duels en het werd 1 keer een gelijkspel.
- In de voorgaande onderlinge duels scoorde Denemarken 34 keer en Frankrijk scoorde 14 keer.
- Op de FIFA-wereldranglijst van mei 2002 stond Denemarken op de 20e plaats. Frankrijk stond op de 1e plaats.[1]

## Wedstrijdgegevens
| Datum                | 11 juni 2002                    | 11 juni 2002                    |
| Stadion              | Incheon Munhak Stadion, Incheon | Incheon Munhak Stadion, Incheon |
| Toeschouwers         | 48.100                          | 48.100                          |
| Scheidsrechter       | Vítor Melo Pereira              | Vítor Melo Pereira              |
| Assistenten          | Carlos Matos Elise Doriri       | Carlos Matos Elise Doriri       |
| Vierde man           | Lubos Michel                    | Lubos Michel                    |
| Man van de wedstrijd | Zinédine Zidane                 | Zinédine Zidane                 |
|                      | Denemarken                      | Frankrijk                       |
| Doelpunten           | 2                               | 0                               |
| Gele kaarten         | 2                               | 1                               |
| Rode kaarten         | 0                               | 0                               |
| Wissels              | 3                               | 3                               |
| Schoten op doel      | 2                               | 8                               |
| Schoten naast doel   | 0                               | 0                               |
| Overtredingen        | 19                              | 14                              |
| Hoekschoppen         | 0                               | 6                               |
| Buitenspel           | 2                               | 3                               |
| Strafschoppen        | 0                               | 0                               |
| Balbezit (tijd)      | 0                               | 0                               |
| Balbezit (%)         | 44%                             | 56%                             |

| Denemarken | 2 – 0                | Frankrijk |
| Dennis Rommedahl 22' Jon Dahl Tomasson 67' | doelpunten (assists) | |
| Morten Olsen | bondscoach           | Roger Lemerre |
| Thomas Sørensen Stig Tøfting 79' René Henriksen Martin Laursen Thomas Helveg Thomas Gravesen Jon Dahl Tomasson Martin Jorgensen 46' Niclas Jensen Christian Poulsen 76' Dennis Rommedahl | opstellingen         | Fabien Barthez Vincent Candela Bixente Lizarazu 71' Patrick Vieira Claude Makélélé Marcel Desailly Zinédine Zidane 83' Sylvain Wiltord Lilian Thuram David Trezeguet 54' Christophe Dugarry |
| Jesper Grønkjær 46' Kasper Bøgelund 76' Brian Steen Nielsen 79' | wissels              | 54' Djibril Cissé 71' Johan Micoud 83' Youri Djorkaeff |
| Christian Poulsen 27' Niclas Jensen 71' | gele kaarten         | 8' Christophe Dugarry |
| | rode kaarten         | |